# Ctenobelba obsoleta
Ctenobelba obsoleta är en kvalsterart som först beskrevs av Koch 1841.  Ctenobelba obsoleta ingår i släktet Ctenobelba och familjen Ctenobelbidae. Inga underarter finns listade i Catalogue of Life.